# HNLMS Java (1921)
Pour les autres navires du même nom, voir HNLMS Java.
Le HNLMS Java (en néerlandais : Hr.Ms. Java) est un croiseur léger, navire de tête de sa classe construit pour la Marine royale néerlandaise dans les années 1920.

## Historique

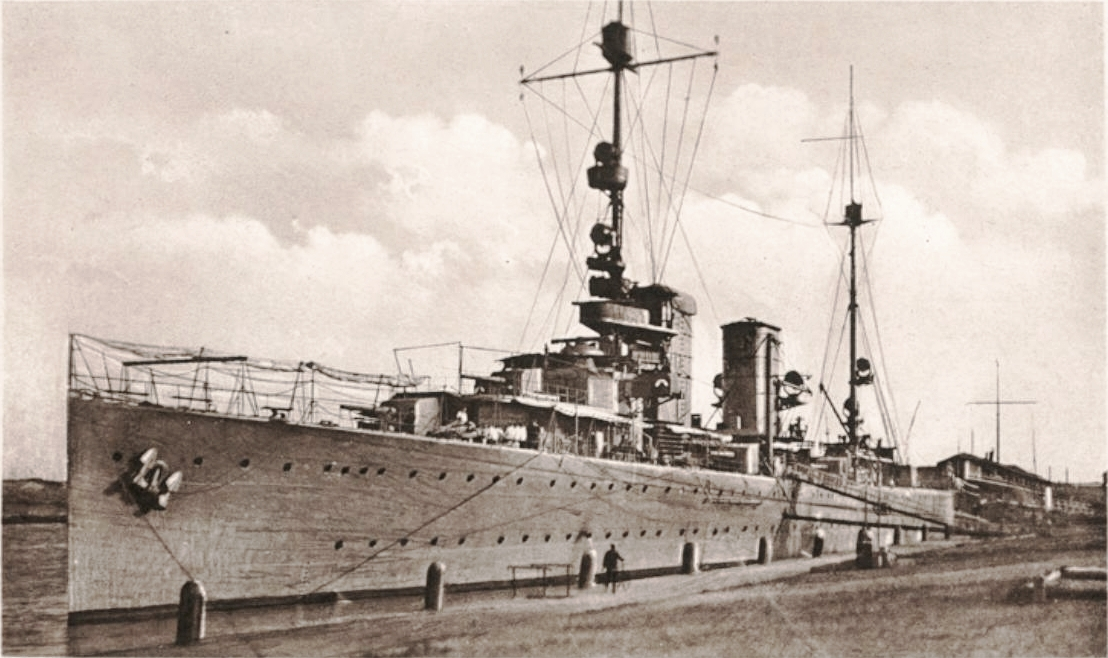
Le Java amarré à Le Helder en 1925.

Le 14 octobre 1925, le Java quitta les Pays-Bas pour une croisière dans les Indes néerlandaises, arrivant à Tanjung Priok le 7 décembre.
Le 29 juillet 1929, le Java, les destroyers Van Ghent et Evertsen et les sous-marins K II et K VII quittent Surabaya pour Tanjung Priok, visitant au passage Bangka, Belitung, Riau, les îles Lingga, Belawan et Deli. Le 28 août, le groupe retourne à Tanjung Priok, participant le 31 à une revue de la flotte en l'honneur de la reine néerlandaise Wilhelmina.
Le 23 août 1936, les navires HNLMS Sumatra, Java, Van Galen, Witte de With et Piet Hein sont présents à la Fleet Week (en) de Surabaya. Après des entraînements en mer de Chine méridionale, les croiseurs de classe Java et les destroyers Evertsen, Witte de With et Piet Hein firent une visite de la flotte à Singapour le 13 novembre.
Lors de son retour aux Pays-Bas, il est envoyé à Gibraltar où il effectue des missions de convoyage pendant la guerre civile espagnole dans le détroit de Gibraltar du 1er avril au 5 mai 1937.
Après sept mois de carénage aux Pays-Bas, il part pour les Indes néerlandaises le 4 mai 1938. En transit, il effectue des missions de convoyage dans le détroit de Gibraltar du 10 au 13 mai avant de rejoindre Tanjung Priok le 25 juin. Le 13 octobre, il entre en collision avec le Piet Hein dans le détroit de la Sonde. Le Java fut réparé à Surabaya.

### Seconde Guerre mondiale

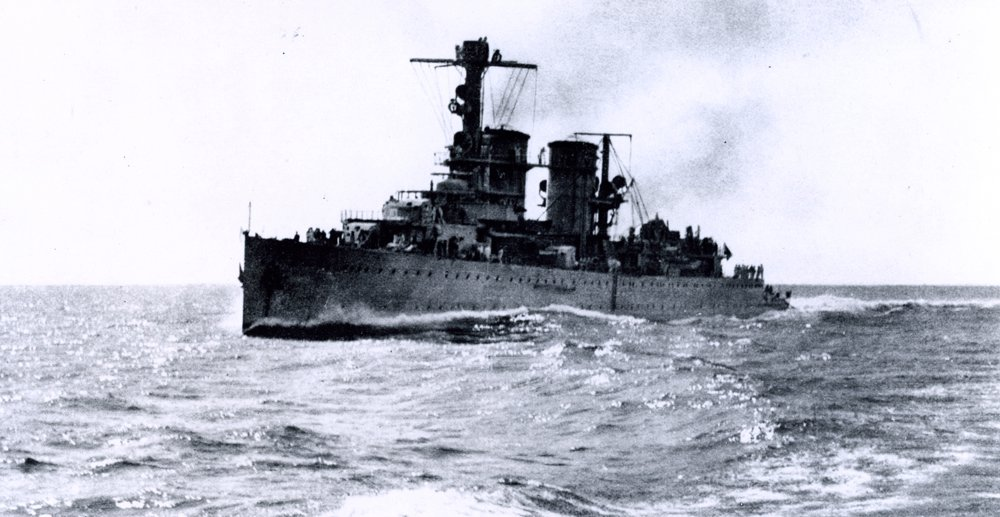
Le Java en 1939, après sa reconstruction.

Au début de la guerre du Pacifique en décembre 1941, le Java effectue des missions de convoyage en collaboration avec les forces britanniques. Le 15 février 1942, la force est attaquée sans succès par des bombardiers « Kate » du porte-avions Ryūjō.
Le 19 février, les forces navales de l'ABDA se rendent à Bali pour tenter de perturber les débarquements japonais, prenant part à la bataille du détroit de Badung, où il n'est pas endommagé.
Le 27 février 1942, le croiseur participe à la bataille de la mer de Java. Dans la soirée, il est frappé par une torpille Long Lance tirée par le croiseur japonais Nachi. L'explosion de la torpille provoqua une inondation dans la salle des machines arrière et un incendie se déclara sur le pont. L'équipage abandonna le navire quinze minutes avant qu'il ne coule. 512 membre d'équipage disparurent dans cette attaque.

### Épave
L'épave du Java est découverte le 1er décembre 2002 lors d'une expédition par une équipe internationale de plongée, couchée sur le côté tribord à une profondeur de 69 mètres (226 pieds). L'épave du HNLMS De Ruyter, qui repose à proximité est découverte le même jour, tandis que le HNLMS Kortenaer, coulé en fin d'après-midi du 27 février 1942, est localisée par le même groupe en août 2004.
Le 15 novembre 2016, une expédition montre qu'une bonne partie des épaves ont été pillés illégalement par des ferrailleurs. En février 2017, un rapport soutenu par le ministère néerlandais de la Défense est publié confirmant le démantèlement partiel ou total des trois épaves malgré leur statut de tombe de guerre.